# KBS第2テレビジョン

ロゴマーク

KBS第2テレビジョン（ケイビーエスだいにてれびじょん、韓国語表記：KBS제2텔레비전、略称：KBS 2TV）は、韓国放送公社の国内向け地上波テレビチャンネルのひとつ。

## 概要
言論統廃合により廃局した、民放・東洋放送テレビのチャンネルを使い誕生した。同時に広告の放送は禁止されたものの、1981年3月7日には広告放送が再開された。当初は東洋放送テレビが視聴できたソウル首都圏と釜山周辺のみで放送されていたが、1981年のKBS第3テレビ（現・EBSテレビ）の開局に伴って整備された、UHFの中継局により全国で視聴できるようになった。主に若者向けの番組やスポーツ中継が多い。

## 歴史
1980年
12月1日 - 全斗煥政権による言論統廃合政策により前日を以って廃局した民放・東洋放送(TBC)のテレビ放送を引き継ぐ形で、ソウル特別市及び釜山直轄市においてともにKO-7chで放送開始。同時に広告放送禁止の措置をとる。
1981年
2月2日 - 教育番組をこの日開局したKBS第3テレビジョン（現韓国教育放送公社）に移管。
3月7日 - 広告放送再開。平日4ブロック、土日祝日は5ブロック制。
1982年
1月25日 - 広告放送のフォーマットがブロックから番組ごとに変更される。
1996年
4月20日 - 『初恋』最終回で現行の視聴率調査制度移行後史上最高となる65.8%を記録。
2001年
12月31日 - 地上デジタルテレビ放送開始。